# Elecciones generales de las Islas Feroe de 1990
Elecciones generales tuvieron lugar en las Islas Feroe el 17 de noviembre de 1990.

## Resultados
| Partido | Partido                    | Votos  | %     | Escaños |
| ------- | -------------------------- | ------ | ----- | ------- |
|         | Partido de la Igualdad     | 7 805  | 27,5% | 10      |
|         | Partido Popular            | 6 234  | 21,9% | 7       |
|         | Partido Unionista          | 5 367  | 18,9% | 6       |
|         | República                  | 4 178  | 14,7% | 4       |
|         | Partido del Autogobierno   | 2 489  | 8,8%  | 3       |
|         | Partido Cristiano Popular  | 1 681  | 5,9%  | 2       |
|         | Partido Social Separatista | 666    | 2,3%  | 0       |
| Total   | Total                      | 28 420 | 100,0 | 32      |

- Datos: Q5436111